# Boston-Marathon 1903
| 7. Boston-Marathon     | 7. Boston-Marathon         |
| ---------------------- | -------------------------- |
| Stadt                  | Boston, Vereinigte Staaten |
| Datum                  | 20. April 1903             |
| Distanz                | 37 – 38,5 Kilometer        |
| Sieger                 |                            |
| Männer                 | John C. Lorden (2:41:29 h) |
| ← Boston-Marathon 1902 | Boston-Marathon 1904 →     |
| Website                | Offizielle Website         |

Der Boston-Marathon 1903 war die 7. Ausgabe der jährlich stattfindenden Laufveranstaltung in Boston, Vereinigte Staaten. Der Marathon fand am 20. April 1903 statt. Die Laufdistanz betrug zwischen 37 und 38,5 Kilometer.
Es gewann John C. Lorden in 2:41:29 h.

## Ergebnis
| Platz | Athlet             | Land               | Zeit (h) |
| ----- | ------------------ | ------------------ | -------- |
| 01    | John C. Lorden     | Vereinigte Staaten | 2:41:29  |
| 02    | Sammy Mellor       | Vereinigte Staaten | 2:47:13  |
| 03    | Mike Spring        | Vereinigte Staaten | 2:53:01  |
| 04    | Frederick Lorz     | Vereinigte Staaten | 2:53:42  |
| 05    | J.J. Donovan       | Vereinigte Staaten | 3:01:37  |
| 06    | Arthur B. Ziegler  | Vereinigte Staaten | 3:01:53  |
| 07    | Edward Fay         | Vereinigte Staaten | 3:04:50  |
| 08    | J.S. Hunt          | Vereinigte Staaten | 3:06:40  |
| 09    | John A. Leadbetter | Vereinigte Staaten | 3:08:14  |
| 10    | John B. Coakley    | Vereinigte Staaten | 3:10:47  |